# Batracobdelloides yaukthwa
Batracobdelloides yaukthwa (лат.) — вид плоских пиявок (Glossiphoniidae).

## Название
Родовое название Batracobdelloides происходит от наименования близкого рода пиявок Batracobdella (латинский суффикс -oides имеет значение «близкий, похожий»), в свою очередь, происходящего от греческого βάτραχος «лягушка» и βδέλλα «пиявка» — Batracobdella является эктопаразитом лягушек.
Видовой эпитет yaukthwa происходит от бирм. ယောက်သွား /jaʊʔθwá/ «пресноводный двустворчатый моллюск», отсылая к предпочтению этим видом двустворчатых моллюсков в качестве потенциальных хозяев.

## Описание
Общая длина Batracobdelloides yaukthwa составляет 4—10 мм, ширина 1—4 мм. Тело листообразное, уплощённое в спинно-брюшном направлении, с медиальным рядом шиповидных сосочков (отдельные сосочки также разбросаны по всему телу). Края тела с мелкими зазубринами.
Окраска тела красноватая или буроватая. Брюшная сторона тела светлая, красноватая. Задняя присоска белая, однотонная.
Тело сегментированное, сегменты I—II слиты, сегменты III—IV состоят из двух колец, сегменты V—XXIV — из трёх колец, сегменты XXV—XXVII — из 1 кольца. Суммарно количество колец равно 68.
На переднем конце тела имеется две пары глаз, однако глаза передней пары полностью редуцированы и внешне не заметны; глаза задней пары средней величины, располагаются на III сегменте.
Имеется мускулистый хобот. Желудок с 7 парами слабоветвистых карманов (отростков), задние карманы ветвятся, образуя по 4 отростка. Кишечник с 4 парами коротких карманов.
Гермафродиты. Имеются семенной и яйцевой мешки. Мужское и женское половые отверстия (гонопоры) разделены 1 кольцом (мужская гонопора расположена между XI и XII сегментами, женская — на XII сегменте). Семенных мешков 6 пар. Размножение ни разу не наблюдалось.

## Образ жизни
Batracobdelloides yaukthwa обнаружена внутри мантийных полостей двустворчатых моллюсков Trapezidens angustior, Trapezidens dolichorhynchus и Indochinella pugio (семейство перловицы). Такого рода ассоциации не уникальны для этого вида — они показаны для нескольких других видов рода Batracobdelloides, а также родов Hemiclepsis и Placobdella.
Эктопаразит. Питается кровью рыб (показано питание на Macrognathus dorsiocellatus).
Доподлинно неизвестно, в каких взаимоотношениях Batracobdelloides yaukthwa находится с двустворчатым моллюском-хозяином. Авторы описания вида предполагают, что молодые особи могут питаться слизью и соками моллюска, однако процесс питания пока никто не наблюдал.

## Распространение
Обнаружена на территории Мьянмы в бассейнах рек Ситаун и Иравади.

## Таксономия
Согласно молекулярным данным, наиболее близкая группа видов — Batracobdelloides conchophylus, Batracobdelloides hlaingbweensis и Batracobdelloides indochinensis, также обладающая жизненным циклом, ассоциированным с обитанием в перловицах.